# Verbandsgemeinde Bad Bergzabern
Verbandsgemeinde Bad Bergzabern é uma Associação municipal da Alemanha localizada no distrito de Südliche Weinstraße, no estado da Renânia-Palatinado.

## Liste de Comunidades
1. Bad Bergzabern
2. Barbelroth
3. Birkenhördt
4. Böllenborn
5. Dierbach
6. Dörrenbach
7. Gleiszellen-Gleishorbach
8. Hergersweiler
9. Kapellen-Drusweiler
10. Kapsweyer
11. Klingenmünster
12. Niederhorbach
13. Niederotterbach
14. Oberhausen
15. Oberotterbach
16. Oberschlettenbach
17. Pleisweiler-Oberhofen
18. Schweigen-Rechtenbach
19. Schweighofen
20. Steinfeld
21. Vorderweidenthal

## Política
Ocupação das cadeiras na associação comunitária de Verbandsgemeinde Bad Bergzabern:
|      | SPD | CDU | FDP | GRÜNE | FWG | Total       |
| 2009 | 11  | 12  | 3   | 3     | 7   | 36 Cadeiras |
| 2004 | 10  | 14  | 2   | 2     | 8   | 36 Cadeiras |